# تونین

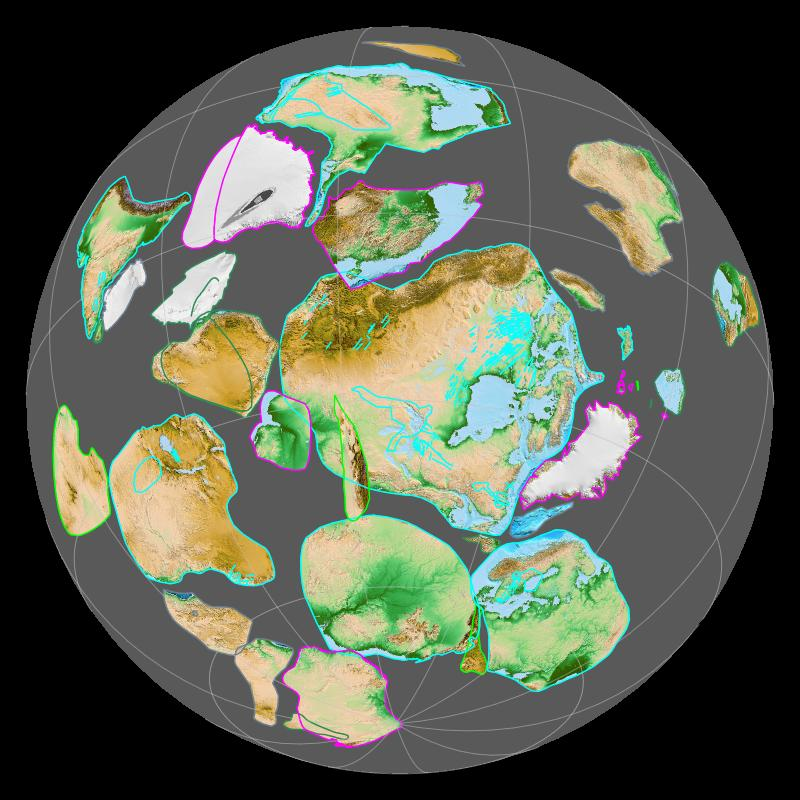
نقشه ابرقاره رودینیا در ابتدای تونیان (900 میلیون سال پیش)

تونین (انگلیسی: Tonian؛ برگرفته از tonas به معنای کشیدگی در زبان یونانی) اولین دوره زمین‌شناسی در پیشین‌زیستی نو است که از ۱ میلیارد سال پیش تا ۷۲۰ میلیون سال پیش را دربرگرفت. این تاریخ‌ها را کمیسیون بین‌المللی چینه‌شناسی بر پایه زمان‌سنجی رادیومتری مشخص کرده‌است نه بر پایه چینه‌شناسی.
رخدادهای منجر به پیدایش ابرقاره رودینیا در دوره تونین آغاز شد.